# 室伏哲郎
室伏 哲郎（むろぶし てつろう、 1930年12月14日 - 2009年10月26日）は、日本の作家、評論家、ジャーナリスト。評論家の室伏高信は伯父。

## 経歴
神奈川県生まれ。芝高等学校卒業、東京大学中退。雑誌記者、編集者を経て評論家となる。NETテレビ（現：テレビ朝日）系列のテレビ番組「女のひろば」で司会を3年間務めた。拓殖大学で客員教授を務めたこともある。
政治、社会、経済、美術、女性問題など、幅広い分野にて活動する。また『汚職の構造』『贈る倫理・贈られる倫理』などの著作を手掛け、「構造汚職」「一票一揆」等の造語、提唱者としても知られる。日本カジノ学会理事長、カジノジャパン（CASINO JAPAN）編集長、NPO法人アートアカデミー協会名誉理事長なども務めた。
芸術方面では1973年（昭和48年）に季刊『版画芸術』、1983年（昭和58年）に季刊『炎芸術』、1990年（平成2年）に月刊『21世紀版画』を創刊し、各誌の編集長を務め、新しい芸術ジャーナリズムを育てる。また世界初の『版画事典』を刊行し、様々な美術評論も手掛ける
。その著書は150冊を超えると言われている。
2009年10月26日午前1時30分、急性肺炎のため神奈川県藤沢市の自宅で死去。78歳没。

## 著書
- 『大追跡!現代の海賊』（宝島社）
- 『ヒロ・ヤマガタの世界―色彩の詩人』（講談社）
- 『虹の狩人―ヒロ・ヤマガタ画集』（講談社）
- 『日本のテロル―変質するバイオレンス130年史』（世界書院）
- 『ライバル日本美術史』（創元社）
- 『室伏哲郎の世界汚職探検』（アリアドネ企画）
- 『保険金殺人―心の商品化』（世界書院）
- 『実録 日本汚職』（筑摩書房）
- 『総理大臣の犯罪』（日本社会党中央本部機関紙局）
- 『高級官僚―利権に咲いた悪の華』（世界書院）
- 『版画事典』[1]（東京書籍）
- 『カジノ新ビジネスが日本を救う』（史輝出版）
- 『大追跡!現代の海賊』（宝島社）
- 『企業犯罪』（講談社）
- 『離婚する前に読む本―“鳥かごの幸せ”から荒野へ』（徳間書店）
- 『一九九三年秋・日本クーデター―それは闇将軍暗殺事件から始った』（三天書房）
- 『贈る論理・贈られる論理―疑獄を生み出す日本的風土』[1]（PHP研究所）
- 『海部八郎―乱気流の復権』（三天書房）
- 『パチンコ冬の時代 生き残り作戦』（毎日新聞社）
- 『これが真相だ!リクルート疑獄』（JICC出版局）
- シリーズ「大学は挑戦する」（悠思社）
  - 日本大学
  - 東洋大学
  - 多摩大学
  - 麗沢大学
  - 亜細亜大学
  - 芝浦工業大学
  - 国士舘大学
  - 東京国際大学
  - 大東文化大学
  - 工学院大学
  - 東海大学
- 『イタリア人』（弘文堂）
- 『パチンコ・パチスロ白書〈1998~’99〉』（現代書林）
- 『日本のテロリスト』（宝島SUGOI文庫）
- 『ライバル日本美術史』（創元社）
- 『スペシャリストをめざす』（1～6）（栄光）
- 『汚職のすすめ―スキャンダル・太閤記』（弘文堂）
- 『コンピュータ犯罪戦争―日本のネットワーク犯罪 攻防最前線』（サンマーク出版）
- 『撃墜―小説・民間航空機領空侵犯事件』（勁文社）
- 『人生を二倍生きる女は美しい』（ダイワアート）
- 『入門!美術コレクション』（宝島社）
- 『パチンコ30兆円産業白書』（アリアドネ企画）
- 室伏哲郎『陶芸事典 Encyclopedia of ceramics』日本美術出版、1991年12月1日。ISBN 4938376091。
- 『未来産業としてのパチンコ―パチンコからパチーノへ』（二期出版）
- 『総括 日本が危ない! (腐蝕立国・日本―危ないシリーズ）』（世界書院）